# Доспат (язовир)
Вижте пояснителната страница за други значения на Доспат.
„Доспат“ е язовир в Западните Родопи. Разположен на 1200 m надм. височина, площта му е 22,1 km² и е сред най-големите по площ и обем в България. Част е от Каскадата „Доспат-Въча“, в която е основния водоем на нейното първо стъпало и изпълнява ролята на многогодишен изравнител. Язовирът е дълъг 19 km и широк около 3 km, разположен в посока северозапад – югоизток в землищата на градовете Доспат и Сърница, които са свързани с живописен път, минаващ по североизточния му бряг.
Язовирът е построен през 1963 – 1968 година в долината на река Доспат, непосредствено над град Доспат, като завиряването му започва през 1967 г. Преди това наводнените от него територии са плодородна долина, в която се сеели житни култури, жители на селата от целия край са наемани като жътвари за прибирането на реколтата. Построяването на язовира и наводняването на долината довежда до евакуиране на селата Орлино (Бо̀залан/Бо̀зилан), разположено от западната страна на реката, и Бърдуче (Бардакчи) и частично Крушата (Армутчук/Арнудли), разположени от източната страна. В залятото землище на Орлино през Втората световна война действа военно летище.
Освен от река Доспат, язовирът се захранва и с води, събирани от система от деривации, прехвърлящи към него водни количества от горните водосбори на редица притоци на Доспат и Места – Осинска река, Вищерица, Канина, Вълчелъшка, Кара борун, Кара Али, Каяли дере, Величка, Бистрица и други. По този начин в язовира годишно се вливат допълнително 10 милиона m3 вода, покачвайки производителността на всички ВЕЦ по-нататък по каскадата с 10% или 10 GWh годишно. Водата от язовир Доспат се пренасочва към ВЕЦ „Тешел“ и надолу към следващите четири стъпала на Каскадата „Доспат-Въча“.
Язовирната стена е каменнонасипна с глинено ядро, височина 60,5 m и дължина по короната 230 m. Разположена е в район с 3 свлачища, които са подложени на постоянно наблюдение. Преливникът е траншеен, разположен на левия бряг и с капацитет 36 m³/s. Той се отвежда по дълъг 51,5 m тунел, 28 m канал, 95 m бързоток и след преминаване през енергогасител се зауства в река Доспат. Язовирът няма специален изпускател и може да се източва само през изпускателите на напорната деривация на ВЕЦ „Тешел“. Това е причина за преливането му през преливника през 1971 година, когато ВЕЦ „Тешел“ не работи.
Язовир „Доспат“ е средище на спортен риболов. Може да се лови шаран, пъстърва, кефал, костур, червеноперка и каракуда.